# ماريا غونسالفيس
ماريا غونسالفيس مواليد 27 يونيو 1976، هي لاعبة كرة يد أنغولية معتزلة. مثلت منتخب أنغولا لكرة اليد للسيدات. شاركت في دورة الألعاب الأولمبية الصيفية سنة 1996.

## سجل المنافسة
شاركت في البطولات التالية:
- الألعاب الأولمبية الصيفية 1996

## روابط خارجية
- ماريا غونسالفيس على موقع اللجنة الأولمبية الدولية (الإنجليزية)
- ماريا غونسالفيس على موقع أوليمبيديا (الإنجليزية)